# Saxifraga glabella
Saxifraga glabella är en stenbräckeväxtart som beskrevs av Antonio Bertoloni. Saxifraga glabella ingår i Bräckesläktet som ingår i familjen stenbräckeväxter. Inga underarter finns listade i Catalogue of Life.